# Patyalemtón
Patyalemtón är en ort i Mexiko.   Den ligger i kommunen Chamula och delstaten Chiapas, i den sydöstra delen av landet, 700 km öster om huvudstaden Mexico City. Patyalemtón ligger 2 002 meter över havet och antalet invånare är 128.
Terrängen runt Patyalemtón är huvudsakligen kuperad, men österut är den bergig. Terrängen runt Patyalemtón sluttar norrut. Runt Patyalemtón är det ganska tätbefolkat, med 166 invånare per kvadratkilometer. Närmaste större samhälle är San Cristóbal de las Casas, 14,5 km söder om Patyalemtón. Omgivningarna runt Patyalemtón är en mosaik av jordbruksmark och naturlig växtlighet.